# Nikołaj Gwozdowski
Nikołaj Afanasjewicz Gwozdowski (ur. 1902 we wsi Korobino w powiecie smoleńskim w obwodzie smoleńskim, zm. w czerwcu 1987 w Smoleńsku) – funkcjonariusz NKWD, jeden z wykonawców zbrodni katyńskiej.
Miał wykształcenie niepełne średnie, od 23 grudnia 1924 służył w Armii Czerwonej, 1938 przyjęty do WKP(b). Pracownik komendantury Zarządu NKWD obwodu smoleńskiego, później dyżurny pomocnik szefa wydziału administracyjnego Oddziału Administracyjno-Gospodarczego (AChO) Zarządu MGB obwodu smoleńskiego. W 1940 brał udział w mordowaniu polskich jeńców w Katyniu, za co 26 października 1940 został nagrodzony przez ludowego komisarza spraw wewnętrznych ZSRR Ławrientija Berię. Od 1952 zastępca szefa wydziału administracyjnego AChO Zarządu MGB obwodu smoleńskiego w stopniu starszego porucznika.

## Odznaczenia
- Order Lenina (23 maja 1952)
- Order Czerwonego Sztandaru (4 grudnia 1945)
- Order Czerwonej Gwiazdy (19 stycznia 1945)

I 4 medale.